# Václav Jan Staněk
Václav Jan Staněk (16. července 1907, Miskovice – 5. října 1983, Praha) byl významný český vědecký pracovník – zoolog, mykolog, botanik, fotograf, filmař, první autor českých přírodovědných filmů, autor mnoha fotografických knih o zvířatech. Dlouholetý člen zoologického oddělení Národního muzea, asistent ředitele pražské Zoologické zahrady, posléze její ředitel (od 26. srpna 1938 do konce října 1939).
Ve 30. letech 20. století publikoval v mnoha obrázkových časopisech, např. Pestrém týdnu, Pražském ilustrovaném zpravodaji nebo Světozoru a časopisu Fotografia.

## Život a dílo

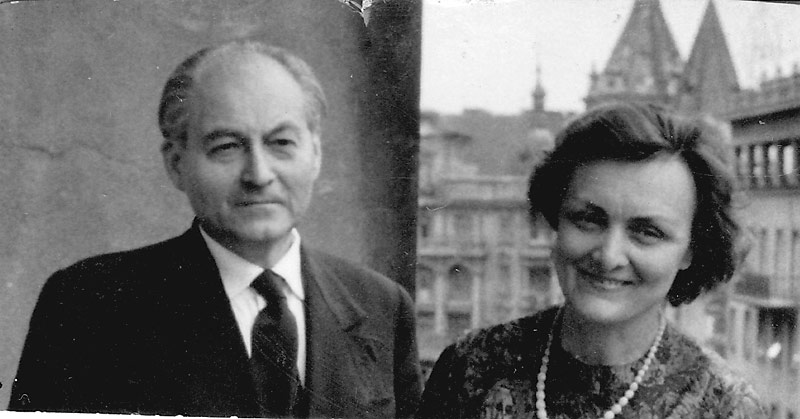
V bytě v Gorazdově ulici v Praze 2 s manželkou Ludmilou, které se ovšem říkalo Lída, 1963

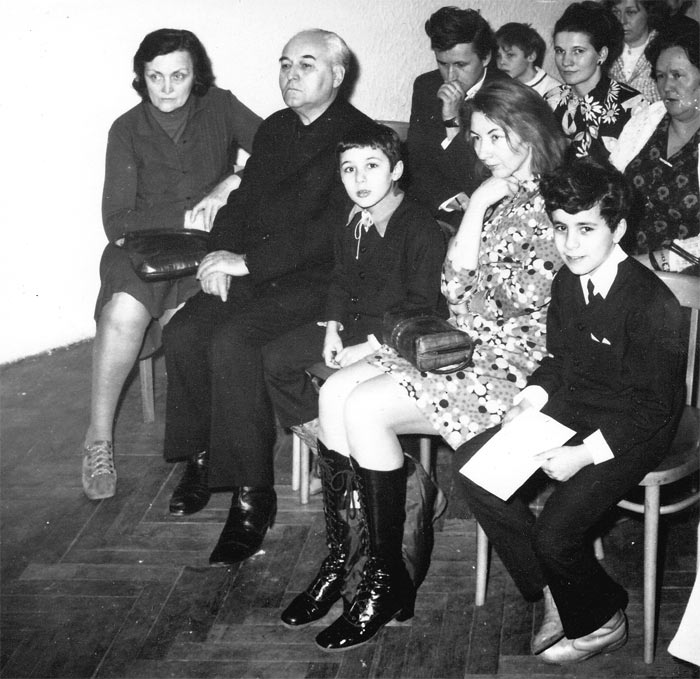
Na školní besídce jednoho z vnuků manželky Lídy s ní, její dcerou Evou a jejími syny Akramem a Alešem

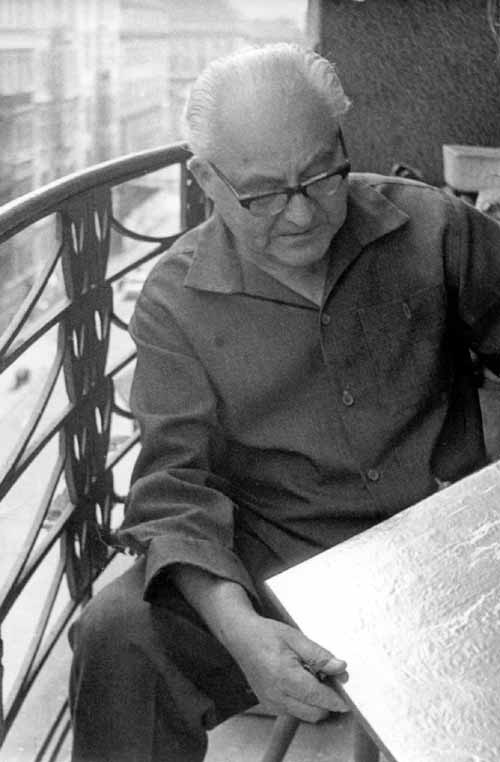
Gorazdova ul, Asi rok 1973

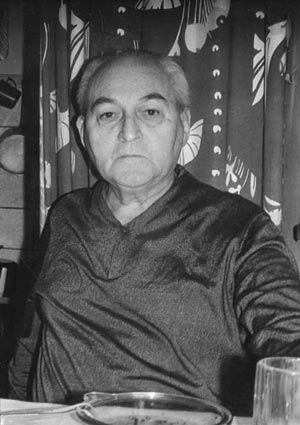
Někdy v roce 1980

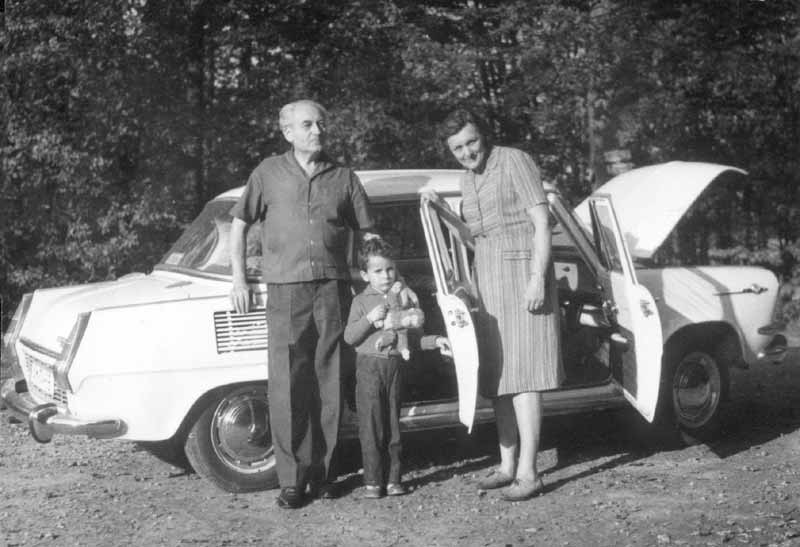
S manželkou a jejím vnukem Akramem, asi v roce 1969

Je známý jako zoolog, mykolog, biolog, fotograf a filmař zvěře, tvůrce prvních českých přírodovědných filmů, autor četných fotografických knih o zvířatech. Působil v zoologickém oddělení Národního muzea, od roku 1936 v pražské ZOO jako asistent u ředitele, profesora Jiřího Jandy. Po jeho úmrtí od 26. srpna 1938 do konce října 1939 byl ředitelem ZOO. Za druhé světové války natáčel filmy v rámci Českomoravského ústředí filmů, po válce v Krátkém filmu, části Československého státního filmu. Kmenový autor nakladatelství Artia. Nositel Stříbrné plakety G. J. Mendela, kterou mu udělilo prezidium ČSAV za zásluhy o rozvoj biologických věd.

### Filmy
Natočil více než třicet krátkých a středometrážních filmů. První barevný film byla trilogie Píseň lesa z roku 1950. Podloženo hudbou Josefa Staňka (dirigent a skladatel, bratr Václava), s lyrickým komentářem básníka Františka Halase, který tlumočil herec Václav Voska. Komentáře k mnoha Staňkovým filmům namlouvali známí herci jako Karel Höger, Dana Medřická, Otomar Korbelář, Rudolf Hrušínský. Film Do země ledovců zachytil práci výpravy arktického odboru Čs. přírodovědného klubu na Island v roce 1948. O rok později se Dr. Staněk chtěl vypravit za natáčením cestopisného a přírodovědného filmu s cestovatelem Ladislavem Pařízkem do Afriky. Řadu let na tu výpravu šetřil peníze, ale kvůli změně režimu ji už nemohl uskutečnit. Do Afriky za fotografováním mohl odjet až v roce 1969, soukromě, s Čedokem. Konce komunistické vlády se nakonec nedožil.
Nesnadnou produkci přírodovědných filmů Dr. V. J. Staňka dělala jako své zaměstnání jeho žena Lída (vzali se v roce 1943). Zároveň pečovala o všechny texty jeho fotografických knih s tím, že odborné údaje napsal Dr. Staněk a další text ona (to platí i o knihách, vydaných před jejich sňatkem). Velmi si vážila jeho fotografického umění i odborných znalostí a chtěla přispět ke zdaru díla, aniž by byla ona uváděna jako spolupracovník.

#### Filmy
- Dr. V. J. Staněk
- Kolébky v rákosí
- Medvědi v Jelením příkopě
- Díváme se do vody
- Neviditelný život
- Z ptačího světa
- Pták roháč
- Živé zkameněliny
- Do země ledovců - Island
- Tatry
- Život v lese
- Píseň lesa
- Zvěř lužního lesa
- Nevíme přesně název filmu
- Kvítí z Čech
- Svět podivných zvířat
- Výři
- Vodníkova zahrada
- Volavky ve Velkém Tisém
- Příběh z rákosiny
- Na bílých křídlech
- Záběry z natáčení

### Fotografie a fotografické knihy
Autor začal fotografovat záhy - na gymnáziu a pokračoval během studia na přírodovědné fakultě Univerzity Karlovy a při své práci v Národním muzeu. Počínaje rokem 1930 se mu dařilo publikovat fotografie v časopise Pestrý týden, Fotografia a dalších časopisech. Samostatnou výstavu fotografií měl v roce 1937 ve Veletržním paláci v Praze. Svými fotografiemi zvířat i výzvou v rozhlase udělal Dr. Staněk záslužnou propagaci pražské ZOO, která se potýkala s finančními obtížemi. Lidé jí pak posílali peněžité i věcné dary - krmení pro zvířata - na příklad školáci sbírali kaštany a žaludy.

### Houby
Celoživotním zájmem RNDr. V. J. Staňka bylo studium hvězdovek, stopkovýtrusých hub z třídy břichatek - Geastracae. Systematicky je shromažďoval od roku 1948 až do stáří. Jeho studie vycházely v České mykologii a v roce 1958 v prvním svazku edice Flora ČSR. Sbíral je sám a posílali mu je amatérští přírodovědci z celé republiky. Na výzvu, uveřejňovanou v jeho knihách, přeložených do cizích jazyků a vyvezených do světa, mu chodily balíčky se zachovalými plodnicemi z nejrůznějších dálek, dokonce i z Austrálie.

## Knihy
- S kamerou za zvěří našich lesů (1940)
- S kamerou za zvěří na našich vodách (1941)
- Fotografie ze světa zvířat (1947)
- O lvíčku Simbovi (1943)
- Krásy přírody: S kamerou za krásami z mořských hlubin (díl I., 1948)
- Krásy přírody: S kamerou za krásami matky Země (díl II., 1949)
- Krásy přírody: S kamerou za zvířaty kolem člověka (díl III., 1950)
- Zvířata a voda (1960)
- Velký obrazový atlas zvířat (1965)
- Velký obrazový atlas hmyzu (1970)

Knihy vyšly v různých nakladatelstvích, v mnoha reedicích a cizojazyčných překladech.

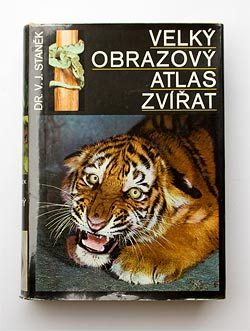
Velký obrazový atlas zvířat, 1973, vydán česky Albatrosem, v Artii vyšel v mnoha jazycích a vydáních
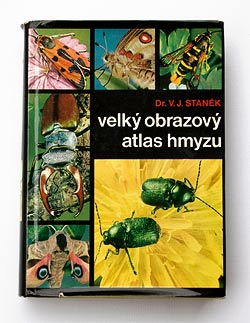
Velký obrazový atlas hmyzu, 1970 vydán česky Albatrosem, v Artii vyšel v mnoha jazycích a vydáních
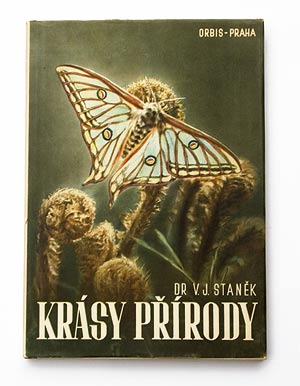
Krásy přírody, 1. díl, 1948, nakl. Orbis
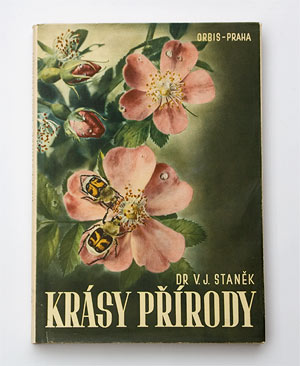
Krásy přírody, 2. díl, 1949, nakl. Orbis
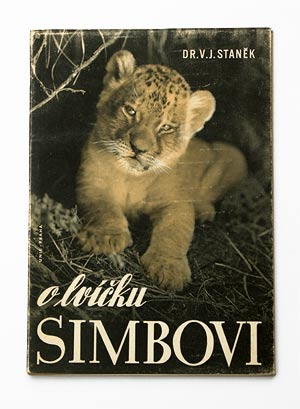
O lvíčku Simbovi, 1943 nakl. Česká grafická unie
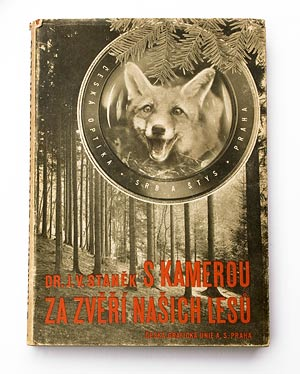
S kamerou za zvěří našich lesů, 1940, nakl. Česká grafická unie